# Jevgenij Vasiljevič Černišov
Jevgenij Vasiljevič Černišov, sovjetski rokometaš, * 22. februar 1947.
Leta 1976 je na poletnih olimpijskih igrah v Montrealu v sestavi sovjetske rokometne reprezentance osvojil zlato olimpijsko medaljo in na naslednjih igrah še srebrno olimpijsko medaljo.